# Monotoma specialis
Monotoma specialis is een keversoort uit de familie kerkhofkevers (Monotomidae). De wetenschappelijke naam van de soort werd in 1985 gepubliceerd door Nikolay Borisovich Nikitskiy.